# New York University Press
A New York University Press (ou NYU Press) é uma editora universitária que faz parte da Universidade de Nova York .

## História
A NYU Press foi fundada em 1916 pelo então reitor da NYU, Elmer Ellsworth Brown.

## Diretores
- Arthur Huntington Nason, 1916–1932
- Sem diretor, 1932–1946
- Jean B. Barr (diretor interino), 1946–1952
- Filme Hyde, 1952–1957
- Wilbur McKee, diretor interino, 1957–1958
- William B. Harvey, 1958–1966
- Christopher Kentera, 1966–1974
- Malcolm C. Johnson, 1974–1981
- Colin Jones, 1981–1996
- Niko Pfund, 1996–2000
- Steve Maikowski, 2001–2014
- Ellen Chodosh, 2014–presente[1]

## Publicações notáveis
Antes mais conhecida por publicar The Collected Writings of Walt Whitman, a NYU Press vem publicando inúmeras obras acadêmicas premiadas, como Convergence Culture (2007) de Henry Jenkins, The Rabbi's Wife (2006) de Shuly Schwartz e The Encyclopedia of Jewish Life Before and During the Holocaust (2002). Outros nomes conhecidos publicados pela editora incluem Cary Nelson, Jonathon Hafetz, Samuel Delany e Mark Denbeaux.